# Aguas Blancas (Lavalleja)

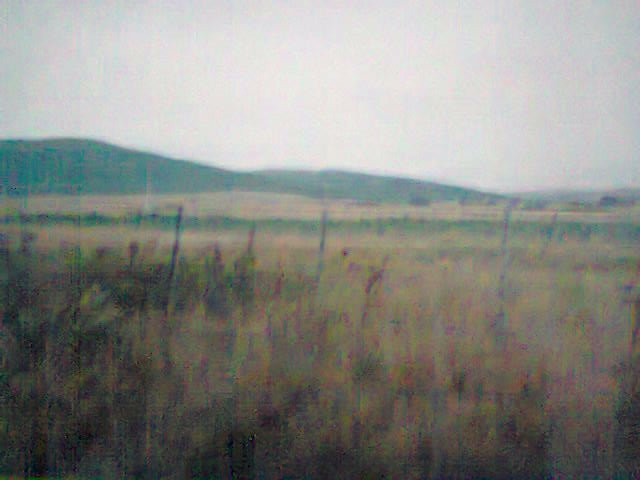
Aguas Blancas

Aguas Blancas ist eine Örtlichkeit im Süden des Departamento Lavalleja in Uruguay. Sie gehört zur 2. Justizabteilung mit Sitz in der Gemeinde Solís de Mataojo.
Aguas Blancas ist eine Stauseezone am Arroyo Mataojo südlich von Minas. Erreichbar ist Aguas Blancas über die Ruta 81.

## Geschichte
Der Stausee wurde in den 1940er-Jahren an den Gewässern des Mataojo-Baches als Bewässerungsprojekt für Obstplantagen im Talgebiet des genannten Wasserlaufs errichtet.

## Touristik
Das Staudammgebiet bietet ideale Bedingungen zum Angeln und zur Schifffahrt. Es ist ein Ort, der an Wochenenden häufig besucht wird, um sich auszuruhen und die Natur zu genießen. Im Ort gibt es einen städtischen Campingplatz, der Stellplätze, Strom, Trinkwasser, Warmwasserbäder, Grill, Wäsche und Geschirr, Badebereich, Angeln und Schifffahrt auf dem See hat. Es gibt Fußball- und Volleyballplätze, mit Übernachtungsmöglichkeit und Sicherungsanlage zur Überwachung des Geländes.
In der Umgebung kann man wilde Ziegen und seltene Vogelarten finden. Der Ort befindet sich an einem strategischen Punkt, weil er sowohl von Montevideo als auch von Punta del Este aus gut zu erreichen ist. Die Örtlichkeit befindet sich außerdem in der Nähe der Stadt Solís de Mataojo, die über alle wichtigen Einrichtungen verfügt.